# Gymnobela guineensis
Gymnobela guineensis é uma espécie de gastrópode do gênero Gymnobela, pertencente a família Raphitomidae.